# Jatimatic
JaTiMatic — финский пистолет-пулемёт.

## История
Спроектирован в 1978 году оружейным мастером Яли Тимари (фин. Jali Timari) и названный в честь своего разработчика.
Производился фирмой Tampeeren Asepaja Oy с 1980 по 1987 год, производство было остановлено из-за проблем завода с полицией. В 1983 году был показан на выставке в Париже.
В начале 1990х годов для вооружения военнослужащих и сотрудников МВД Белоруссии были предложены иностранные пистолеты-пулемёты под патрон 9х19 мм (в том числе, финский пистолет-пулемёт "Jatimatic", производство которого было предложено освоить в стране), однако по результатам испытаний было установлено, что имевшиеся на складском хранении советские автоматические пистолеты АПС и пистолеты-пулемёты ППС-43 по тактико-техническим характеристикам превосходят предлагаемые финские пистолеты-пулемёты "Jatimatic", а также компактные пистолеты-пулемёты других систем ("ингрэм", "мини-узи").
В 1995 году финской фирмой Oy Golden Gun ltd. было возобновлено производство этого пистолета-пулемёта под обозначением GG-95 SMG PDW.

## Конструкция
Оружие имеет свободный затвор. Его отход несколько замедляется за счёт несовпадения оси ствола и линии, по которой движется затвор (что позволяет в определённой степени отнести его к системам с полусвободным затвором, либо затвором с замедленным отходом). Кроме того, это позволило расположить ствол очень низко, на одной линии с пистолетной рукояткой, что уменьшило подбрасывание оружия при стрельбе, положительно сказавшись на кучности боя.
Предохранитель выполнен в виде складной рукоятки, находящейся спереди под стволом. Для снятия с предохранителя достаточно просто повернуть рукоятку в боевое положение. Эта рукоятка в боевом положении также используется для взведения затвора.
Ударно-спусковой механизм даёт возможность ведения одиночного (при неполном нажатии на спусковой крючок) и автоматического огня.
Приклад отсутствует, однако имеется крепление для его установки, также служащее антабкой для ремня переноски.
Возможно использование глушителя звука выстрела.

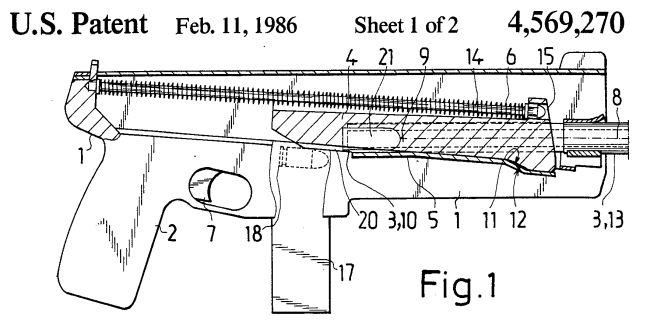
Устройство пистолета-пулемёта JaTiMatic. Изображение из оригинального патента Яли Тимари.